# Бородиновка (Челябинская область)
Бороди́новка — село в Варненском районе Челябинской области России. Административный центр и единственный населённый пункт Бородиновского сельского поселения.

## История
Село основано в 1843 году как сторожевой пост Оренбургского казачьего войска. Названо в память Бородинского сражения.

## География
Через село протекает река Верхний Тогузак. Расстояние до районного центра — села Варна — 25 км.

## Население
| 2002  | 2010  | 2011  | 2012  | 2013  | 2014  | 2015  |
| ----- | ----- | ----- | ----- | ----- | ----- | ----- |
| 1628  | ↘1555 | ↘1552 | ↘1522 | ↘1492 | ↘1476 | ↘1465 |
| 2016  | 2017  | 2018  | 2019  | 2020  | 2021  |       |
| ↘1459 | ↘1444 | ↘1443 | ↘1425 | ↘1418 | ↗1474 |       |

По данным Всероссийской переписи, в 2010 году численность населения села составляла 1555 человек (720 мужчин и 835 женщин).

## Улицы
Уличная сеть села состоит из 8 улиц и 12 переулков.

## Известные уроженцы
- Валентеев Степан Елисеевич (1911—1978) — Герой Советского Союза.
- Ненашев Михаил Фёдорович (1929—2019) — известный журналист, государственный деятель, министр информации и печати СССР (1991).